# Yomiuri Football Club 1983
Questa voce raccoglie le informazioni riguardanti lo Yomiuri Football Club nelle competizioni ufficiali della stagione 1983.

## Stagione
Trascinato dalle dieci reti del capocannoniere Ruy Ramos, lo Yomiuri diede avvio a un periodo di dominio nella Japan Soccer League vincendo il titolo nazionale: dopo aver trascorso il girone d'andata nelle posizioni immediatamente a ridosso delle prime, la squadra prese il comando della classifica a partire dalla tredicesima giornata e lo mantenne fino alla fine, mantenendo la distanza sul Nissan Motors, anch'esso agli esordi nei piani alti della classifica del torneo.
Nelle coppe la squadra uscì ai quarti di finale, perdendo ai rigori in Coppa dell'Imperatore contro il Fujita Kogyo e di misura in coppa di lega contro lo Yanmar Diesel.

## Maglie e sponsor
Tutte le divise introdotte nella stagione precedente vengono confermate.
| Manica sinistra · Manica sinistra · Maglietta · Maglietta · Manica destra · Manica destra · Pantaloncini · Calzettoni | Manica sinistra · Manica sinistra · Maglietta · Maglietta · Manica destra · Manica destra · Pantaloncini · Calzettoni |  |

## Rosa
| N. |                     | Ruolo | Calciatore        |
| -- | ------------------- | ----- | ----------------- |
| 1  | Giappone (bandiera) | P     | Takayuki Fujikawa |
| 2  | Giappone (bandiera) | P     | Kazuya Nakamura   |
| 3  | Giappone (bandiera) | D     | Yasutarō Matsuki  |
| 4  | Brasile (bandiera)  | D     | Jorge Toledo      |
| 5  | Giappone (bandiera) | D     | Hisashi Katō      |
| 6  | Giappone (bandiera) | C     | Yukitaka Omi      |
| 7  | Giappone (bandiera) | C     | Tetsuya Totsuka   |
| 8  | Brasile (bandiera)  | C     | Ruy Ramos         |
| 9  | Brasile (bandiera)  | A     | George Yonashiro  |
| 10 | Giappone (bandiera) | C     | Ryōichi Kawakatsu |

| N. |                     | Ruolo | Calciatore        |
| -- | ------------------- | ----- | ----------------- |
| 11 | Giappone (bandiera) | A     | Masato Ōtomo      |
| 12 | Giappone (bandiera) | C     | Ryusuke Ofuchi    |
| 13 | Giappone (bandiera) | C     | Takekazu Suzuki   |
| 15 | Giappone (bandiera) | A     | Kazuaki Hamaguchi |
| 17 | Giappone (bandiera) | C     | Masakatsu Mori    |
| 18 | Giappone (bandiera) | D     | Takahiro Taguchi  |
| 19 | Giappone (bandiera) | D     | Yasuyuki Kishino  |
| 20 | Giappone (bandiera) | D     | Takuro Okuda      |
| 21 | Giappone (bandiera) | D     | Satoshi Tsunami   |
| 22 | Giappone (bandiera) | A     | Yasuo Ueshima     |

## Risultati

### JSL Division 1

#### Girone di andata
| Tokyo 3 aprile 1983 1ª giornata | Nissan Motors | 0 – 1 | Yomiuri |  |

| Tokyo 10 aprile 1983 2ª giornata | Yomiuri | 2 – 1 | Yamaha Motors |  |

| Osaka 17 aprile 1983 3ª giornata | Yanmar Diesel | 1 – 0 | Yomiuri |  |

| Kawasaki 24 aprile 1983 4ª giornata | Yomiuri | 0 – 1 | Furukawa Electric |  |

| Tokyo 29 aprile 1983 5ª giornata | Hitachi | 1 – 2 | Yomiuri |  |

| Tokyo 8 maggio 1983 6ª giornata | Yomiuri | 2 – 0 | Honda Motor |  |

| Kawasaki 11 maggio 1983 7ª giornata | Yomiuri | 0 – 2 | Mitsubishi HI |  |

| Tokyo 15 maggio 1983 8ª giornata | Fujita Kogyo | 2 – 2 | Yomiuri |  |

| Tokyo 22 maggio 1983 9ª giornata | Yomiuri | 2 – 0 | Mazda |  |

#### Girone di ritorno
| Hiroshima 16 ottobre 1983 10ª giornata | Mazda | 0 – 3 | Yomiuri |  |

| Tokyo 23 ottobre 1983 11ª giornata | Yomiuri | 1 – 1 | Nissan Motors |  |

| Iwata 30 ottobre 1983 12ª giornata | Yamaha Motors | 1 – 2 | Yomiuri |  |

| Tokyo 3 novembre 1983 13ª giornata | Yomiuri | 2 – 1 | Yanmar Diesel |  |

| Yokohama 6 novembre 1983 14ª giornata | Furukawa Electric | 1 – 2 | Yomiuri |  |

| Tokyo 13 novembre 1983 15ª giornata | Yomiuri | 0 – 0 | Hitachi |  |

| Hamamatsu 20 novembre 1983 16ª giornata | Honda Motor | 0 – 2 | Yomiuri |  |

| Tokyo 23 novembre 1983 17ª giornata | Mitsubishi HI | 0 – 1 | Yomiuri |  |

| Tokyo 27 novembre 1983 18ª giornata | Yomiuri | 3 – 1 | Fujita Kogyo |  |

### JSL Cup
| Shizuoka 16 giugno 1983 Primo turno          | Yomiuri              | 1 – 1 (d.t.s.) | Nippon Steel |  |
| \| \| \| \| \| \| Tiri di rigore 3 – 1 \| \| |                      |                |              |  |
|                                              |                      |                |              |  |
|                                              | Tiri di rigore 3 – 1 |                |              |  |

| Toyama 18 giugno 1983 Secondo turno | Yomiuri | 4 – 2 | Fujitsu |  |

| Toyama 19 giugno 1983 Quarti di finale | Yanmar Diesel | 1 – 0 | Yomiuri |  |

### Coppa dell'Imperatore
| Iwata 17 dicembre 1983 Primo turno | Yomiuri | 4 – 0 | Aichi Gakuin Daigaku |  |

| Iwata 18 dicembre 1983 Secondo turno | Yomiuri | 1 – 0 | Yamaha Motors |  |

| Shizuoka 25 dicembre 1983 Quarti di finale   | Yomiuri              | 0 – 0 (d.t.s.) | Fujita Kogyo |  |
| \| \| \| \| \| \| Tiri di rigore 2 – 4 \| \| |                      |                |              |  |
|                                              |                      |                |              |  |
|                                              | Tiri di rigore 2 – 4 |                |              |  |

## Statistiche

### Statistiche di squadra
| Competizione          | Punti | Totale | Totale | Totale | Totale | Totale | Totale | DR  |
| Competizione          | Punti | G      | V      | N      | P      | Gf     | Gs     | DR  |
| --------------------- | ----- | ------ | ------ | ------ | ------ | ------ | ------ | --- |
| JSL Division 1        | 27    | 18     | 12     | 3      | 3      | 27     | 13     | +14 |
| JSL Cup               | -     | 2      | 1      | 0      | 1      | 5      | 6      | -1  |
| Coppa dell'Imperatore | -     | 3      | 2      | 0      | 1      | 5      | 4      | +1  |
| Totale                | -     | 23     | 15     | 3      | 5      | 37     | 23     | +14 |

### Andamento in campionato
| Giornata  | 1 | 2 | 3 | 4 | 5 | 6 | 7 | 8 | 9 | 10 | 11 | 12 | 13 | 14 | 15 | 16 | 17 | 18 |
| --------- | - | - | - | - | - | - | - | - | - | -- | -- | -- | -- | -- | -- | -- | -- | -- |
| Luogo     | T | C | T | C | T | C | C | T | C | T  | C  | T  | C  | T  | C  | T  | T  | C  |
| Risultato | V | V | S | S | V | V | S | N | V | V  | N  | V  | V  | V  | N  | V  | V  | V  |
| Posizione | 2 | 1 | 5 | 5 | 5 | 5 | 6 | 6 | 4 | 2  | 2  | 2  | 1  | 1  | 1  | 1  | 1  | 1  |

Legenda:

Luogo: C = Casa; T = Trasferta. Risultato: V = Vittoria; N = Pareggio; P = Sconfitta.

### Statistiche dei giocatori
| Giocatore    | JSL Division 1 | JSL Division 1 |
| Giocatore    | Presenze       | Reti           |
| ------------ | -------------- | -------------- |
| T. Fujikawa  | 0              | 0              |
| K. Hamaguchi | 10             | 0              |
| H. Kato      | 18             | 0              |
| R. Kawakatsu | 12             | 1              |
| Y. Kishino   | 14             | 0              |
| Y. Matsuki   | 18             | 2              |
| M. Mori      | ?              | ?              |
| T. Okuda     | ?              | ?              |
| Y. Omi       | 18             | 0              |
| R. Ofuchi    | 8              | 0              |
| M. Otomo     | 17             | 3              |
| R. Ramos     | 14             | 10             |
| K. Nakamura  | 18             | -13            |
| T. Suzuki    | 1              | 0              |
| T. Taguchi   | 1              | 0              |
| J. Toledo    | ?              | ?              |
| T. Totsuka   | 18             | 6              |
| S. Tsunami   | 18             | 0              |
| Y. Ueshima   | 0              | 0              |
| G. Yonashiro | 18             | 2              |